# Thorium(IV)chloride
Thorium(IV)chloride is het chloride van thorium en heeft als brutoformule ThCl4. De stof komt voor als wit-grijze hygroscopische kristallen, die oplosbaar zijn in water. In de waterige oplossing wordt daarbij het thoriumdichloride-kation gevormd:
{\displaystyle {\ce {ThCl4 -> ThCl2^{2+}\, + 2Cl-}}}
Thorium(IV)chloride is mutageen en als alle thoriumverbindingen radioactief.